# West Groin
Der West Groin (englisch für Westgrat) ist ein markanter Gebirgskamm im ostantarktischen Viktorialand. Auf der Südseite der Asgard Range ragt er zwischen dem Mudrey Cirque und dem  Flory Cirque auf.
Teilnehmer der Terra-Nova-Expedition (1910–1913) unter der Leitung des britischen Polarforschers Robert Falcon Scott gaben ihm seinen deskriptiven Namen, der sich mehr als 60 Jahre später in der Benennung des nahegelegenen East Groin spiegelte.